# Herrín de Campos
Herrín de Campos es un municipio y localidad española de la provincia de Valladolid, en la comunidad autónoma de Castilla y León.

## Geografía
Está situado en la Meseta Norte, en el centro de la comarca natural de Tierra de Campos, y pertenece al partido judicial de Medina de Rioseco. El pueblo se encuentra a 76 km de Valladolid y a 45 km de Palencia. Sus campos de 30 km² de extensión están bañados por el río Sequillo, el cual fue encauzado a su paso por el término de Herrín a principios del siglo XX debido a sus continuos desbordamientos. El casco urbano está ubicado en la margen izquierda del río y se encuentra a una altitud de 772 metros sobre el nivel de mar. Los pueblos limítrofes son Boadilla de Rioseco, Guaza de Campos (Palencia), Villafrades de Campos y Villalón de Campos (Valladolid).
| Noroeste: Boadilla de Rioseco/ Villalón de Campos | Norte: Boadilla de Rioseco | Noreste: Boadilla de Rioseco/Guaza de Campos |
| Oeste: Villalón de Campos                         |                            | Este: Guaza de Campos                        |
| Suroeste: Villafrades de Campos                   | Sur: Villafrades de Campos | Sureste: Villafrades de Campos               |

El término municipal está integrado dentro de la Zona de especial protección para las aves denominada La Nava - Campos Norte perteneciente a la Red Natura 2000.
El paisaje del pueblo es el típico paisaje terracampino: llanuras arcillosas salpicadas muy levemente por algunos árboles que no forman, por lo general, grandes conjuntos vegetales de importancia. Existe un manantial denominado Fuente Arenales, cuyas aguas han sido estimadas desde antiguo por sus propiedades. La presencia de palomares de adobe es importante en los alrededores del pueblo, signo de la arquitectura tradicional en barro propia de la zona. Existe una prominencia de terreno que se conoce con el nombre del castillo, horadado por decenas de bodegas. En el siglo pasado una huerta se denominaba todavía “de los templarios”, nombre que permanece en una de sus calles. 
En cuanto a la fauna silvestre, es destacable la presencia en los campos del término municipal de Herrín la habitual presencia de grupos de avutardas, así como la relativa abundancia de cangrejos en el río Sequillo.

## Historia
El infante don Pedro, hijo de Sancho IV y María de Molina, donó el pueblo al Monasterio de las Huelgas (Burgos), bajo cuyo señorío permaneció buena parte del Antiguo Régimen. Se ha aludido a la posible existencia de una muralla a finales del siglo XIII en el pueblo, que incluiría dentro del recinto el alcor actualmente llamado "el castillo", pero no es algo irrefutable. Se conservan restos de alguna casa señorial con su escudo y también la fachada del hospital de San Roque, sito en la calle Mayor.

## Geografía humana

### Demografía
Cuenta con una población de 112 habitantes (INE 2024).
| Gráfica de evolución demográfica de Herrín de Campos entre 1842 y 2021                                                                                               |
| |
| Población de derecho según los censos de población del INE Población de hecho según los censos de población del INEEn estos censos se denominaba Herrín: 1842 y 1857 |

### Urbanismo

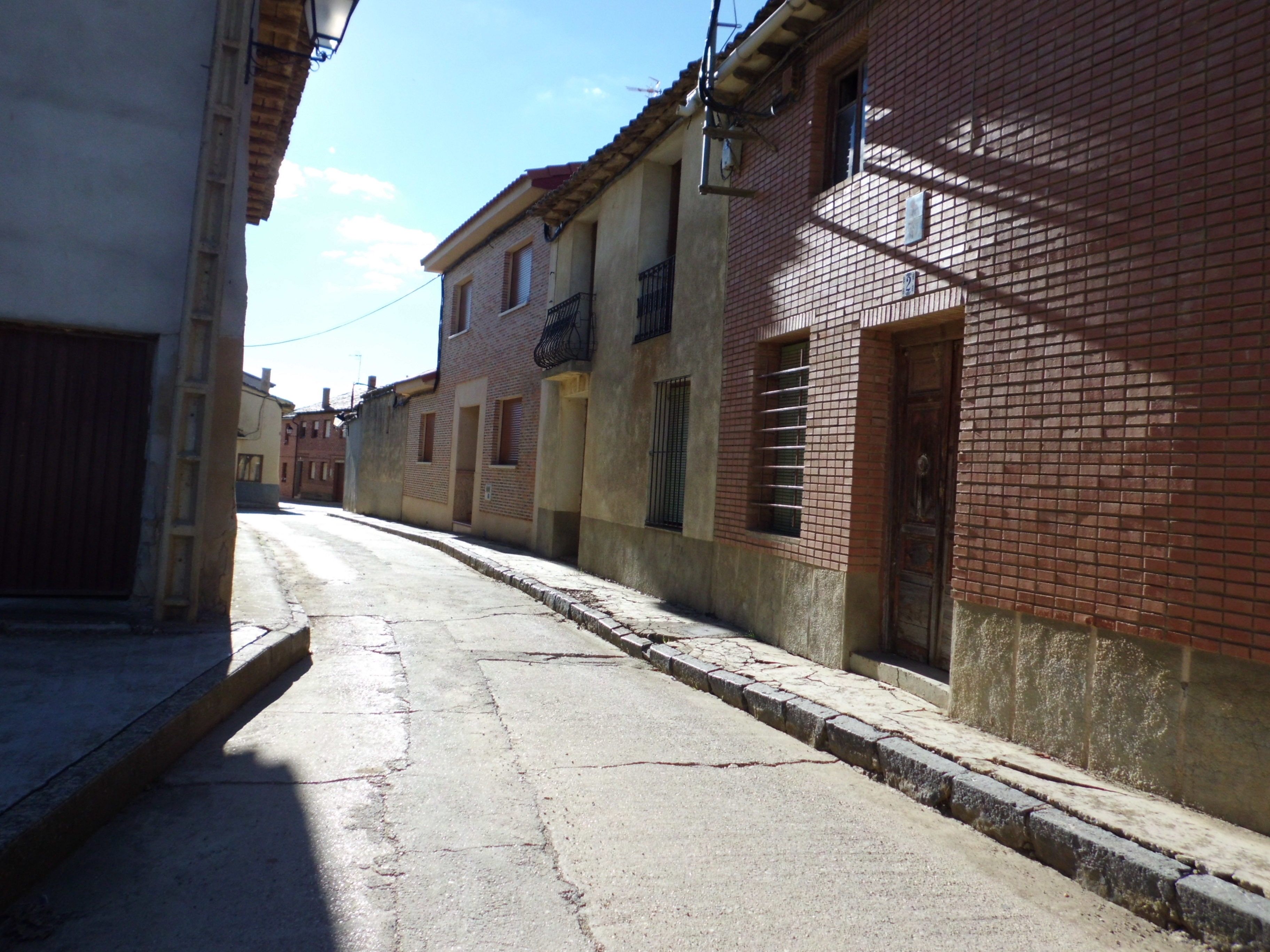
Una calle en el 2013

El casco urbano tiene una extensión de casi 13 hectáreas. Las casas se agrupan en manzanas irregulares separadas por calles relativamente anchas. Su arteria principal es la calle Mayor, la cual queda dividida por la plaza Mayor, existiendo la calle Mayor de Oriente y la calle Mayor de Poniente. Es en la plaza Mayor donde se agrupan los principales edificios públicos, como el ayuntamiento, la iglesia y el edificio de las antiguas escuelas, que hoy en día divide su uso entre el bar del pueblo y el consultorio médico. En cuanto al caserío, el adobe y tapial tradicionales aún se conserva en muchas de las casas, pero va dejando paso a las construcciones de ladrillo. En las afueras del pueblo se ubican varias naves para la explotación agrícola y ganadera.

### Economía

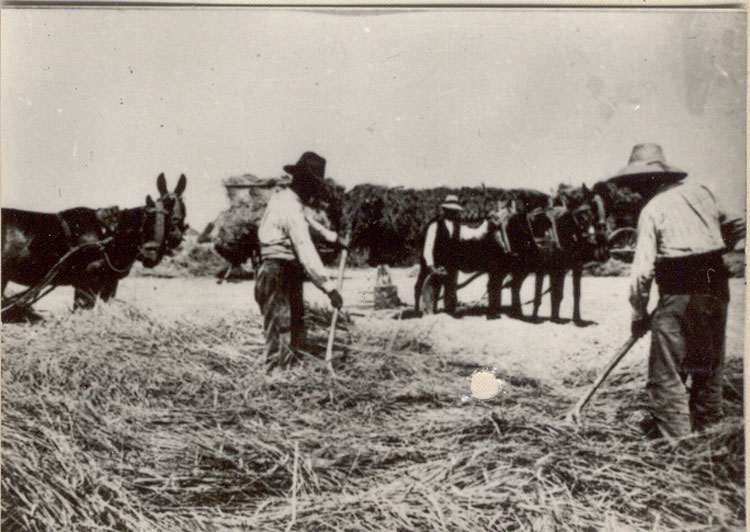
Recolección en el campo, primera mitad.

La población activa se dedica en su mayor parte a las tareas agrícolas y ganaderas, que son principalmente el cultivo de cereales de secano, como la cebada y el trigo, y la ganadería ovina. Otros productos agrícolas presentes son la alfalfa o el girasol, también llamado gigantea. En cuanto a la ganadería, existe presencia minoritaria de porcino.

## Equipamientos
El pueblo cuenta con un depósito de agua potable, un parque infantil de recreo y una parada de autobuses cubierta. Además, en 2009 se inauguraron, con la presencia del entonces presidente de la Diputación Provincial de Valladolid Ramiro Ruiz Medrano la reforma de un centro polivalente y de un parque-jardín en el entorno del "castillo", lugar en el que además se instalaron farolas y canalizaciones para el agua corriente en las bodegas. Junto a este espacio se instalaron aparatos de gimnasia al aire libre unos años después.

## Patrimonio

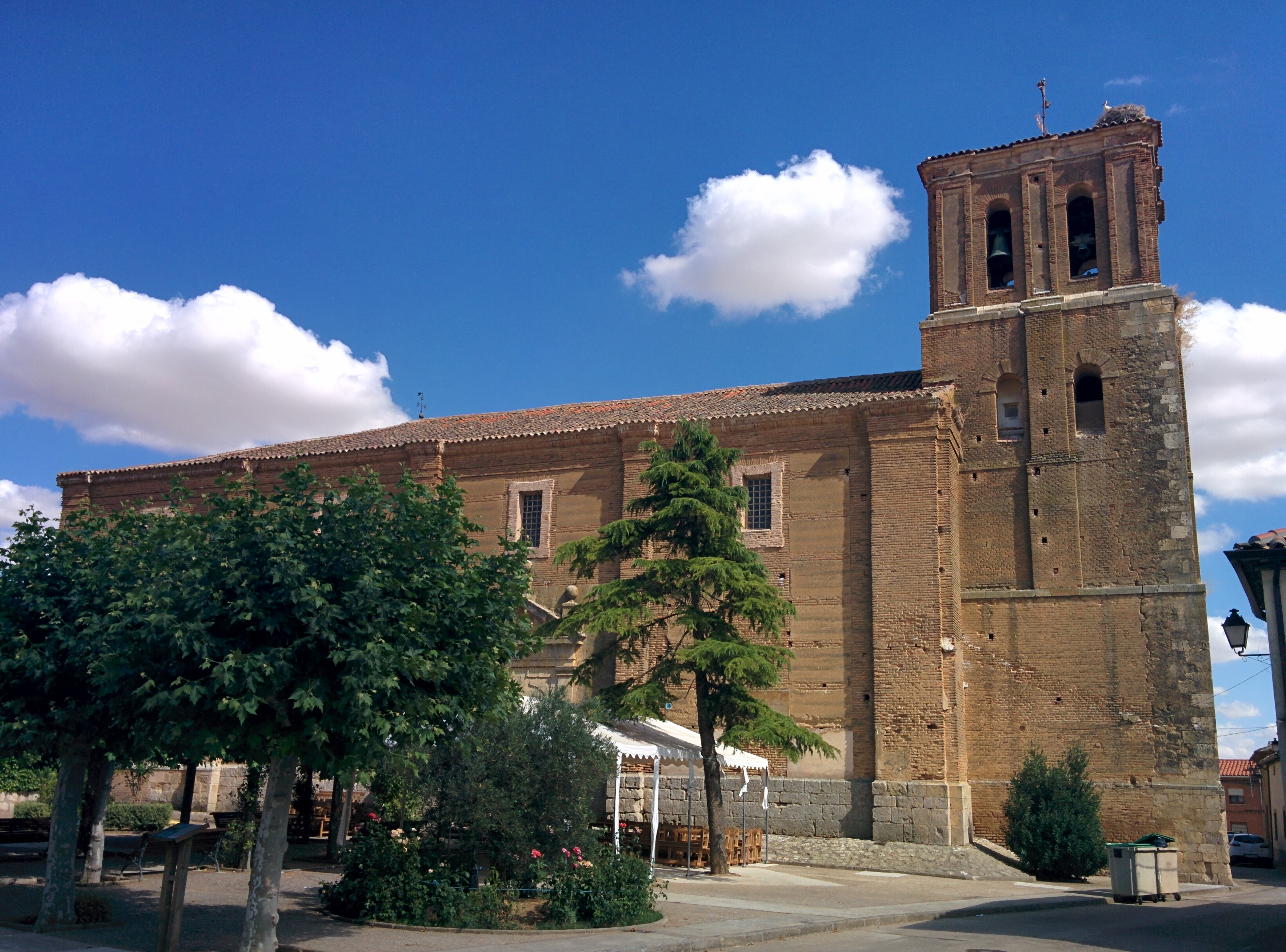
Iglesia de El Salvador

### Iglesia parroquial de El Salvador
Fue trazada por Sebastián de Agüero y está construida en ladrillo y tapial, repartiendo su planta en tres naves separadas por pilares cilíndricos de orden toscano. La nave central está cubierta con bóveda de aristas, las laterales con cañón con lunetos y el tramo central del crucero con una cúpula baída sobre pechinas. 
La labor escultórica del retablo mayor, de traza monumental, data de 1720 y corrió a cargo del escultor Tomás de la Sierra, originario de El Bierzo pero establecido en Medina de Rioseco. En el banco de este retablo se pueden ver las escenas de la Adoración de los Pastores, la Adoración de los Magos, la Circuncisión y el Descanso en la Huida a Egipto. En la nave de la Epístola destaca un San Roque de buena calidad del siglo XVI y un retablo de comienzos del siglo XVIII con interesantes pinturas de posibles seguidores de Murillo. En el sotocoro una Virgen con el Niño del siglo XVI, con policromía barroca y estilo juniano. Entre la platería destaca una custodia rococó de mediados del siglo XVIII, salmantina, obra del platero Manuel García Crespo y el órgano barroco construido por el dominico organero Fray Cipriano Payueta en Valladolid en 1754, puesto en funcionamiento de nuevo en 1985.

### Iglesia de Santa María
En los años 40 del siglo XX fue derrumbada una segunda iglesia que existía en el pueblo, dedicada a Santa María, una iglesia de tamaño más reducido que la del Salvador y más antigua. Las obras de arte que decoraban su interior fueron llevadas por el obispado.

### Bodegas
En el alcor llamado el castillo existen decenas de bodegas, generalmente de pequeño tamaño y realizadas a mano excavando el terreno arcilloso. Su función originaria era servir de espacio para la elaboración y el almacenaje de vino gracias a las temperaturas casi continuas todo el año de en torno a los 15 °C. En la actualidad apenas existen viñedos en Herrín, por lo que la función de las bodegas es fundamentalmente la de merendero y lugar de reunión de diferentes peñas.

## Cultura

### San Antonio de Padua
El 13 de junio celebran sus fiestas patronales en honor de San Antonio de Padua. En los días anteriores al día de la fiesta se celebra la novena en la iglesia parroquial de El Salvador. Existe una cofradía de San Antonio de Padua fundada a principios del siglo XIX, formada únicamente por hombres. En la víspera y el propio día de San Antonio tiene lugar una danza de paloteo en honor al santo en la que participan ocho mozos y mozas del pueblo. Originalmente los danzantes eran exclusivamente miembros de la cofradía de San Antonio, pero en la actualidad no es condición necesaria.

### El Salvador y Semana Cultural
El 6 de agosto celebran la festividad de El Salvador, y aprovechando la fecha se celebra desde finales del siglo XX la denominada Semana Cultural, en cuya organización intervienen las dos asociaciones existentes en el pueblo, la Asociación Cultural La Mujer Emprendedora y la Asociación de Jubilados "San Antonio". El peso de lo religioso cede en estas fiestas ante las celebraciones populares con música, concursos gastronómicos, de disfraces, de fotografía, juegos de cartas (mus y tute), recorrido de las bodegas y cata de limonadas, funciones teatrales juegos para niños y juegos autóctonos como la Rana.

### San Isidro Labrador
El 15 de mayo se celebra la fiesta de San Isidro, patrón de los labradores. La celebración consiste en la bendición de los campos tras la misa y en una posterior reunión con vino y picoteo para los vecinos.